# Llista d'asteroides/121701–121800
| Nom      | Designació provisional | Data de descobriment | Lloc de descobriment | Descobridor/s         |
| -------- | ---------------------- | -------------------- | -------------------- | --------------------- |
| 121701 - | 1999 XR78              | 7 de desembre, 1999  | Socorro              | LINEAR                |
| 121702 - | 1999 XU80              | 7 de desembre, 1999  | Socorro              | LINEAR                |
| 121703 - | 1999 XZ83              | 7 de desembre, 1999  | Socorro              | LINEAR                |
| 121704 - | 1999 XW88              | 7 de desembre, 1999  | Socorro              | LINEAR                |
| 121705 - | 1999 XY90              | 7 de desembre, 1999  | Socorro              | LINEAR                |
| 121706 - | 1999 XE95              | 9 de desembre, 1999  | Prescott             | P. G. Comba           |
| 121707 - | 1999 XY99              | 7 de desembre, 1999  | Socorro              | LINEAR                |
| 121708 - | 1999 XT100             | 7 de desembre, 1999  | Socorro              | LINEAR                |
| 121709 - | 1999 XJ106             | 11 de desembre, 1999 | Prescott             | P. G. Comba           |
| 121710 - | 1999 XB112             | 7 de desembre, 1999  | Socorro              | LINEAR                |
| 121711 - | 1999 XW112             | 11 de desembre, 1999 | Socorro              | LINEAR                |
| 121712 - | 1999 XS113             | 11 de desembre, 1999 | Socorro              | LINEAR                |
| 121713 - | 1999 XT113             | 11 de desembre, 1999 | Socorro              | LINEAR                |
| 121714 - | 1999 XZ115             | 5 de desembre, 1999  | Catalina             | CSS                   |
| 121715 - | 1999 XC120             | 5 de desembre, 1999  | Catalina             | CSS                   |
| 121716 - | 1999 XL122             | 7 de desembre, 1999  | Catalina             | CSS                   |
| 121717 - | 1999 XA123             | 7 de desembre, 1999  | Catalina             | CSS                   |
| 121718 - | 1999 XE125             | 7 de desembre, 1999  | Catalina             | CSS                   |
| 121719 - | 1999 XW126             | 7 de desembre, 1999  | Catalina             | CSS                   |
| 121720 - | 1999 XF131             | 12 de desembre, 1999 | Socorro              | LINEAR                |
| 121721 - | 1999 XY131             | 12 de desembre, 1999 | Socorro              | LINEAR                |
| 121722 - | 1999 XZ137             | 2 de desembre, 1999  | Kitt Peak            | Spacewatch            |
| 121723 - | 1999 XL139             | 2 de desembre, 1999  | Kitt Peak            | Spacewatch            |
| 121724 - | 1999 XG141             | 3 de desembre, 1999  | Kitt Peak            | Spacewatch            |
| 121725 - | 1999 XX143             | 13 de desembre, 1999 | Mount Hopkins        | C. W. Hergenrother    |
| 121726 - | 1999 XU148             | 7 de desembre, 1999  | Kitt Peak            | Spacewatch            |
| 121727 - | 1999 XQ155             | 8 de desembre, 1999  | Socorro              | LINEAR                |
| 121728 - | 1999 XV160             | 8 de desembre, 1999  | Socorro              | LINEAR                |
| 121729 - | 1999 XV165             | 8 de desembre, 1999  | Socorro              | LINEAR                |
| 121730 - | 1999 XM170             | 10 de desembre, 1999 | Socorro              | LINEAR                |
| 121731 - | 1999 XU170             | 10 de desembre, 1999 | Socorro              | LINEAR                |
| 121732 - | 1999 XB171             | 10 de desembre, 1999 | Socorro              | LINEAR                |
| 121733 - | 1999 XR172             | 10 de desembre, 1999 | Socorro              | LINEAR                |
| 121734 - | 1999 XF178             | 10 de desembre, 1999 | Socorro              | LINEAR                |
| 121735 - | 1999 XD185             | 12 de desembre, 1999 | Socorro              | LINEAR                |
| 121736 - | 1999 XR186             | 12 de desembre, 1999 | Socorro              | LINEAR                |
| 121737 - | 1999 XY190             | 12 de desembre, 1999 | Socorro              | LINEAR                |
| 121738 - | 1999 XF191             | 12 de desembre, 1999 | Socorro              | LINEAR                |
| 121739 - | 1999 XT191             | 12 de desembre, 1999 | Socorro              | LINEAR                |
| 121740 - | 1999 XU196             | 12 de desembre, 1999 | Socorro              | LINEAR                |
| 121741 - | 1999 XT198             | 12 de desembre, 1999 | Socorro              | LINEAR                |
| 121742 - | 1999 XX203             | 12 de desembre, 1999 | Socorro              | LINEAR                |
| 121743 - | 1999 XH205             | 12 de desembre, 1999 | Socorro              | LINEAR                |
| 121744 - | 1999 XV205             | 12 de desembre, 1999 | Socorro              | LINEAR                |
| 121745 - | 1999 XN207             | 12 de desembre, 1999 | Socorro              | LINEAR                |
| 121746 - | 1999 XV207             | 12 de desembre, 1999 | Socorro              | LINEAR                |
| 121747 - | 1999 XY210             | 13 de desembre, 1999 | Socorro              | LINEAR                |
| 121748 - | 1999 XA212             | 13 de desembre, 1999 | Socorro              | LINEAR                |
| 121749 - | 1999 XU217             | 13 de desembre, 1999 | Kitt Peak            | Spacewatch            |
| 121750 - | 1999 XE222             | 15 de desembre, 1999 | Socorro              | LINEAR                |
| 121751 - | 1999 XO228             | 14 de desembre, 1999 | Kitt Peak            | Spacewatch            |
| 121752 - | 1999 XV234             | 3 de desembre, 1999  | Anderson Mesa        | LONEOS                |
| 121753 - | 1999 XP247             | 6 de desembre, 1999  | Socorro              | LINEAR                |
| 121754 - | 1999 XO252             | 12 de desembre, 1999 | Kitt Peak            | Spacewatch            |
| 121755 - | 1999 XY253             | 12 de desembre, 1999 | Kitt Peak            | Spacewatch            |
| 121756 - | 1999 XA257             | 7 de desembre, 1999  | Catalina             | CSS                   |
| 121757 - | 1999 YZ1               | 16 de desembre, 1999 | Kitt Peak            | Spacewatch            |
| 121758 - | 1999 YT3               | 19 de desembre, 1999 | Socorro              | LINEAR                |
| 121759 - | 1999 YU3               | 19 de desembre, 1999 | Socorro              | LINEAR                |
| 121760 - | 1999 YY4               | 28 de desembre, 1999 | Prescott             | P. G. Comba           |
| 121761 - | 1999 YZ6               | 30 de desembre, 1999 | Socorro              | LINEAR                |
| 121762 - | 1999 YW8               | 30 de desembre, 1999 | Prescott             | P. G. Comba           |
| 121763 - | 1999 YA10              | 27 de desembre, 1999 | Kitt Peak            | Spacewatch            |
| 121764 - | 1999 YH13              | 31 de desembre, 1999 | Farpoint             | G. Hug, G. Bell       |
| 121765 - | 1999 YF15              | 31 de desembre, 1999 | Kitt Peak            | Spacewatch            |
| 121766 - | 1999 YG15              | 31 de desembre, 1999 | Kitt Peak            | Spacewatch            |
| 121767 - | 1999 YK15              | 31 de desembre, 1999 | Kitt Peak            | Spacewatch            |
| 121768 - | 1999 YH17              | 31 de desembre, 1999 | Kitt Peak            | Spacewatch            |
| 121769 - | 1999 YF23              | 31 de desembre, 1999 | Anderson Mesa        | LONEOS                |
| 121770 - | 2000 AV2               | 1 de gener, 2000     | San Marcello         | A. Boattini, G. Forti |
| 121771 - | 2000 AN3               | 2 de gener, 2000     | Socorro              | LINEAR                |
| 121772 - | 2000 AA20              | 3 de gener, 2000     | Socorro              | LINEAR                |
| 121773 - | 2000 AZ23              | 3 de gener, 2000     | Socorro              | LINEAR                |
| 121774 - | 2000 AU24              | 3 de gener, 2000     | Socorro              | LINEAR                |
| 121775 - | 2000 AF29              | 3 de gener, 2000     | Socorro              | LINEAR                |
| 121776 - | 2000 AH30              | 3 de gener, 2000     | Socorro              | LINEAR                |
| 121777 - | 2000 AD32              | 3 de gener, 2000     | Socorro              | LINEAR                |
| 121778 - | 2000 AB37              | 3 de gener, 2000     | Socorro              | LINEAR                |
| 121779 - | 2000 AO40              | 3 de gener, 2000     | Socorro              | LINEAR                |
| 121780 - | 2000 AG51              | 3 de gener, 2000     | Socorro              | LINEAR                |
| 121781 - | 2000 AA55              | 4 de gener, 2000     | Socorro              | LINEAR                |
| 121782 - | 2000 AL66              | 4 de gener, 2000     | Socorro              | LINEAR                |
| 121783 - | 2000 AM80              | 5 de gener, 2000     | Socorro              | LINEAR                |
| 121784 - | 2000 AS82              | 5 de gener, 2000     | Socorro              | LINEAR                |
| 121785 - | 2000 AM83              | 5 de gener, 2000     | Socorro              | LINEAR                |
| 121786 - | 2000 AB89              | 5 de gener, 2000     | Socorro              | LINEAR                |
| 121787 - | 2000 AB91              | 5 de gener, 2000     | Socorro              | LINEAR                |
| 121788 - | 2000 AN101             | 5 de gener, 2000     | Socorro              | LINEAR                |
| 121789 - | 2000 AE103             | 5 de gener, 2000     | Socorro              | LINEAR                |
| 121790 - | 2000 AS104             | 5 de gener, 2000     | Socorro              | LINEAR                |
| 121791 - | 2000 AS115             | 5 de gener, 2000     | Socorro              | LINEAR                |
| 121792 - | 2000 AY118             | 5 de gener, 2000     | Socorro              | LINEAR                |
| 121793 - | 2000 AT119             | 5 de gener, 2000     | Socorro              | LINEAR                |
| 121794 - | 2000 AD124             | 5 de gener, 2000     | Socorro              | LINEAR                |
| 121795 - | 2000 AR125             | 5 de gener, 2000     | Socorro              | LINEAR                |
| 121796 - | 2000 AQ132             | 3 de gener, 2000     | Socorro              | LINEAR                |
| 121797 - | 2000 AQ150             | 8 de gener, 2000     | Socorro              | LINEAR                |
| 121798 - | 2000 AS158             | 3 de gener, 2000     | Socorro              | LINEAR                |
| 121799 - | 2000 AB159             | 3 de gener, 2000     | Socorro              | LINEAR                |
| 121800 - | 2000 AQ160             | 3 de gener, 2000     | Socorro              | LINEAR                |